# Stigmella procrastinella
Stigmella procrastinella là một loài bướm đêm thuộc họ Nepticulidae. Loài này có ở Virginia, Maine và Ontario.